# 迪恩施泰因
迪恩施泰因（德語：Dürnstein，德語發音：[ˈdʏʁnˌʃtaɪ̯n]），又称杜伦施坦，是奥地利下奥地利州克雷姆斯兰县多瑙河畔的一个市镇。該市鎮是瓦豪河谷一個非常熱門的觀光景點，風景宜人、建築優美，此外也是也是知名的葡萄酒產區。

## 地理
迪恩施泰因位於瓦豪河谷，緊鄰多瑙河，河流將迪恩施泰因所在的瓦尔德地区地區與對岸的敦克尔施泰讷瓦尔德分開。市區部分的面積為16.81平方公里，該市鎮有59.61%為森林。

### 行政區劃
該市鎮由五個村落所組成，括號內是截至2018年1月1日的人口數：
- 迪恩施泰因 (322)
- 迪恩施泰因瓦爾德胡特 (50)
- 上洛伊本（德语：Loiben） (161)
- 羅森霍夫 (12)
- 下洛伊本（德语：Loiben） (319)

市鎮由迪恩施泰因、上萊本、下萊本這幾個地籍區所組成。

## 歷史
西元860年11月20日，皇帝日耳曼人路易捐贈大筆財產給薩爾茨堡教區的多瑙河谷城鎮、卡兰塔尼恩以及帕羅尼恩，位於迪恩施泰因的洛伊本這個名稱首次出現在文獻中。 1014年被冊封為皇帝的亨利二世在1002年時捐贈給位在李普納（也就是萊本）的泰根湖修道院兩棟木造建築，其位置在巴奔堡王朝亨利一世統治下的沃特斯坦和霍林斯坦之間，於是萊本地區的土地面積增加，這個贈與在1019年被正式確認。 1050年，阿佐·馮·戈巴茨堡就任泰根湖修道院第一任院長。隨著盧索·馮·屈恩灵於1335年8月4日死亡，屈恩灵-迪恩施泰因家族沒了男性子嗣，迪恩施泰因的統治權落入麥紹的領主手裡，接著統治權屬於阿爾布雷希特公爵，接著烏爾里希·馮·艾青，接著在1609年統治權交給采尔京的领主。

## 景点

### 迪恩施泰因
- 迪恩施泰因城堡
- 迪恩施泰因修道院
- Kunigundenkirche
- Karner
- 市政厅
- Ehemalige Clarissinnenkirche
- 迪恩施泰因酒窖城堡（Kellerschlössl Dürnstein）：瓦豪酒庄（Domäne Wachau）
- Starhembergwarte
- Weiglwarte

### 上下洛伊本
- 天主教下洛伊本堂区教堂（Pfarrkirche Unterloiben）
- 法国纪念碑（Franzosendenkmal）